# Markovci
Markovci este o localitate din comuna Markovci, Slovenia, cu o populație de 429 de locuitori.